# Bundesarbeitsgericht

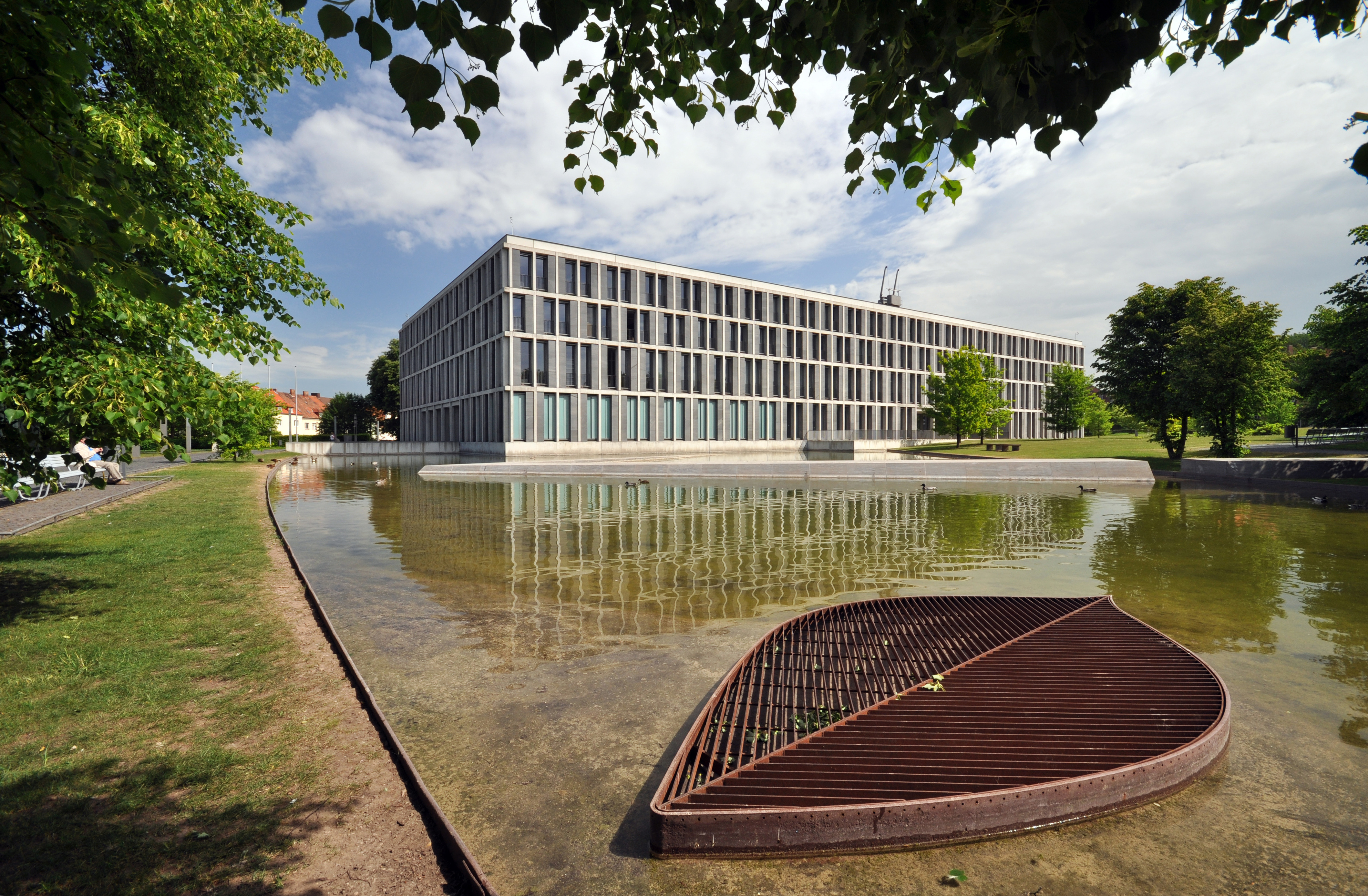
Het Bundesarbeitsgericht in Erfurt

Het Bundesarbeitsgericht is in Duitsland de hoogste rechter in zaken betreffende het arbeidsrecht. Het gerecht werd gesticht in 1954 en was toen gevestigd in Kassel. Na de Duitse hereniging was het een van de instellingen van de Bond die verhuisde naar de voormalige DDR. Sinds 1999 heeft het gerecht zijn zetel in Erfurt.